# Whangamarino (rivière)
La rivière Whangamarino  (en anglais : Whangamarino River) est un cours d’eau des basses terres de la région de Waikato dans l’île du Nord de la Nouvelle-Zélande.

## Géographie
Elle draine la zone humide de Whangamarino (en) et est associée avec le bassin de drainage d’un pays de fermes. La rivière converge avec le fleuve Waikato juste au nord de la ville de Meremere. Le principal affluent est la rivière  Maramarua, qui prend naissance dans la chaîne de Hunua et forme le bassin de drainage nord de la rivière Whangamarino.
Le réseau naturel de la rivière Whangamarino, et en particulier la branche principale qui draine la partie sud du bassin a été largement modifiée du fait du projet de protection contre les inondations des basses terres par le fleuve Waikato.  Avant ces travaux  contre les risques d’inondations, le bassin de drainage de la rivière Whangamarino, n’était pas connecté avec le lac Waikare. Toutefois du fait de la mise en place du projet du ‘Lower Waikato-Waipa Flood Control Scheme’, construit en 1960, le lac Waikere fut transformé et utilisé pour la rétention et le stockage des eaux en cas de risque d’inondation, quand le fleuve Waikato tout proche déborde.  Durant les périodes d’inondation, les eaux du fleuve Waikato sont maintenant dirigées dans le lac Waikere ainsi transformé via le ‘ Rangiriri Spillway (et le ‘Te Onetea Stream’ redirigé). Quand les conditions du fleuve Waikato sont acceptables, le flux de l’eau est déchargé à partir du Lac Waikere dans le bassin de drainage de la rivière Whangamarino à travers le canal artificiel de Pungarehu.
Alors que le schéma d’inondation a changé de façon permanente l’écologie du lac Waikere, il a aussi fourni un bénéfice plus large pour l’ensemble de la communauté ,.

## Whangamarino Wetland
Le bassin de la rivière Whangamarino comprend le large ‘Whangamarino Wetland’  couvrant 5 193 hectares, qui est la deuxième plus important  Tourbière et marais  de l’île du Nord de la Nouvelle-Zélande (après Kopuatai Peat Dome (en)). Du fait de l’activité  humaine de drainage des zones humides pour les besoins de l’agriculture et de l’impact des projets de contrôle des inondations, la taille de la zone humide n’est plus que la moitié de sa taille initiale. Le marécage comprend peat bog, swampland, mesotrophic lags, et le réseau d’eau libre de la rivière assure à la fois l’alimentation de la zone humide et la réserve de vie sauvage, géré par le ministère de la Conservation (‘Traité de Protection des Zones Humides’).
- (en) Land Information New Zealand, « détail emplacement: Whangamarino (rivière) », sur New Zealand Gazetteer